# 丹丹納干戰役

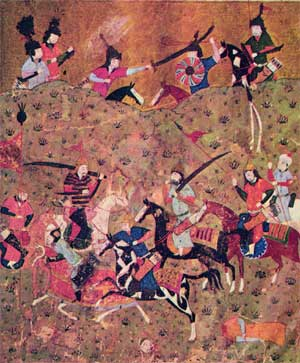

塞尔柱王朝版图，右边标注1040者即丹丹纳干的位置

丹丹納干戰役，是1040年加茲尼王國對游牧的烏古斯部落塞爾柱突厥人的戰爭，戰役結果是塞爾柱人勝利，加茲尼王國失去對呼羅珊的控制。

## 準備
十一世纪時，由圖赫里勒·貝格和恰格勒·貝格兄弟領導的塞爾柱人勢力逐漸擴張，加茲尼王國蘇丹馬蘇德一世即位後認為他們威脋王國安全，决定徹底將他們驅逐出境，然而在此役前加茲尼軍屢屢失利，重鎮內沙布爾也遭攻陷。
據說此次作戰前，塞爾柱的貝格兄弟等人在會議上評論馬蘇德一世：「我們自幼住在草原，很能忍受極端酷熱、嚴寒的天氣，他和他的軍隊沒這能耐，這種苦受不了多久就得撤離。」因此在戰役期間採取了持續性的游擊行動。

## 戰鬥
當馬蘇德的軍隊前進到薩拉赫斯時，塞爾柱人用帕提亞射法騷擾他們，汙染水井並摧毁他們的補给線。加茲尼軍隊的紀律和士氣嚴重受挫。
1040年5月23日，一萬六千人的塞爾柱軍隊和擁有五萬士兵、12到60頭戰象的加茲尼軍在丹丹納干交戰。對人數差感到猶豫的圖赫里勒，原想迴避對方主力繼續進行游擊戰，然而其弟恰格勒認為時機已到，堅持正面作戰，結果塞爾柱軍在決戰中獲得勝利。

## 事後
戰後，塞爾柱人召開忽里勒臺商討領土分配，在幾乎無反抗下佔領呼羅珊全境。圖赫里勒在1050年奪下伊斯法罕，由阿拔斯哈里發親自封為蘇丹，塞爾柱帝國正式建立。
加茲尼王國在一系列敗戰後丟失了呼羅珊和花剌子模的領土，馬蘇德一世逃往印度後被推翻，在獄中被殺。

## 資料來源
1. ↑  Francis Robinson（ 法蘭西斯·魯賓遜 ）. . 黃中憲譯. 臺灣: 如果出版社. 2008. ISBN 9789866702198.